# Giác hơi

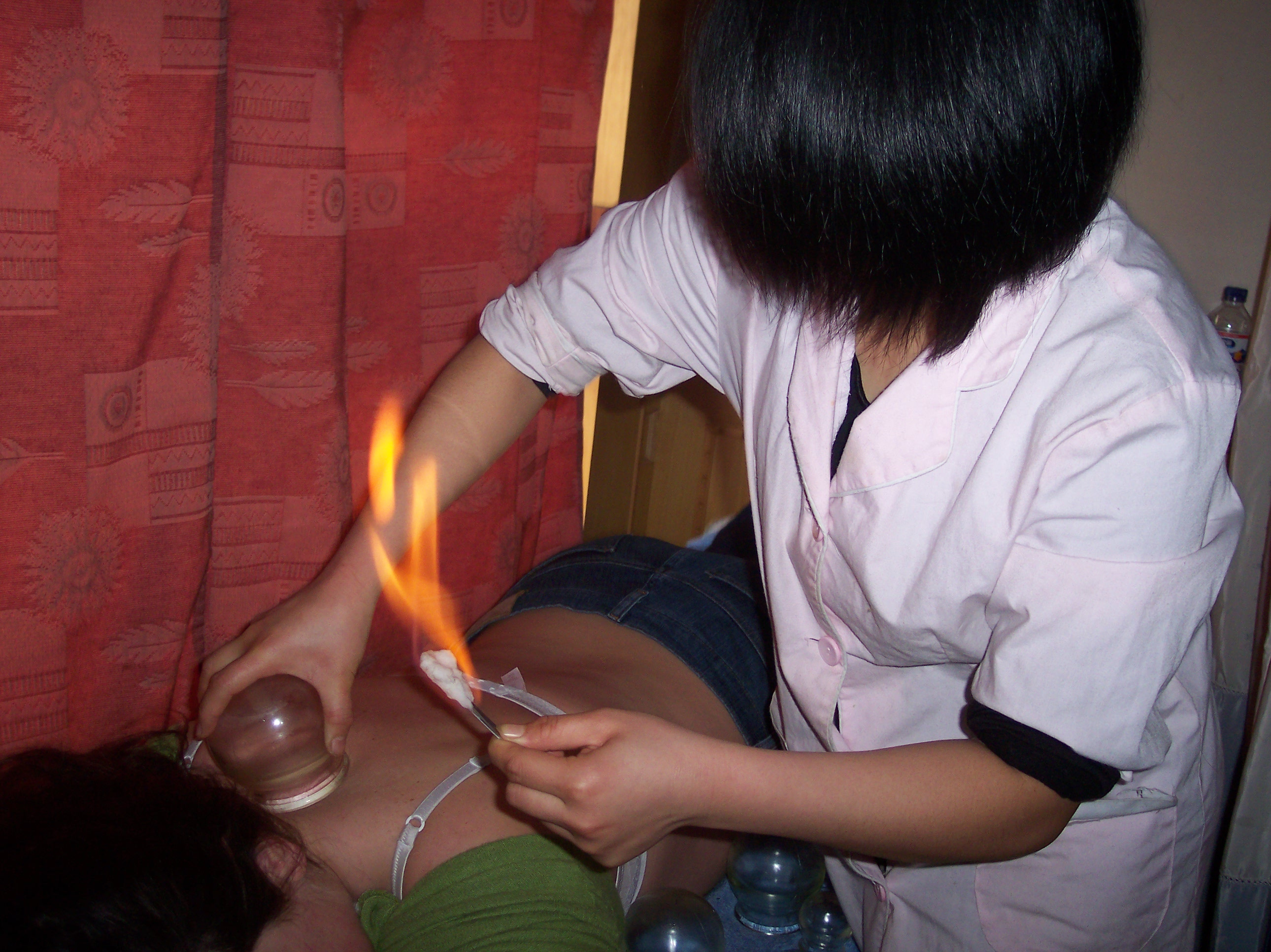
Một người hơ nóng ống giác rồi úp lên lưng.

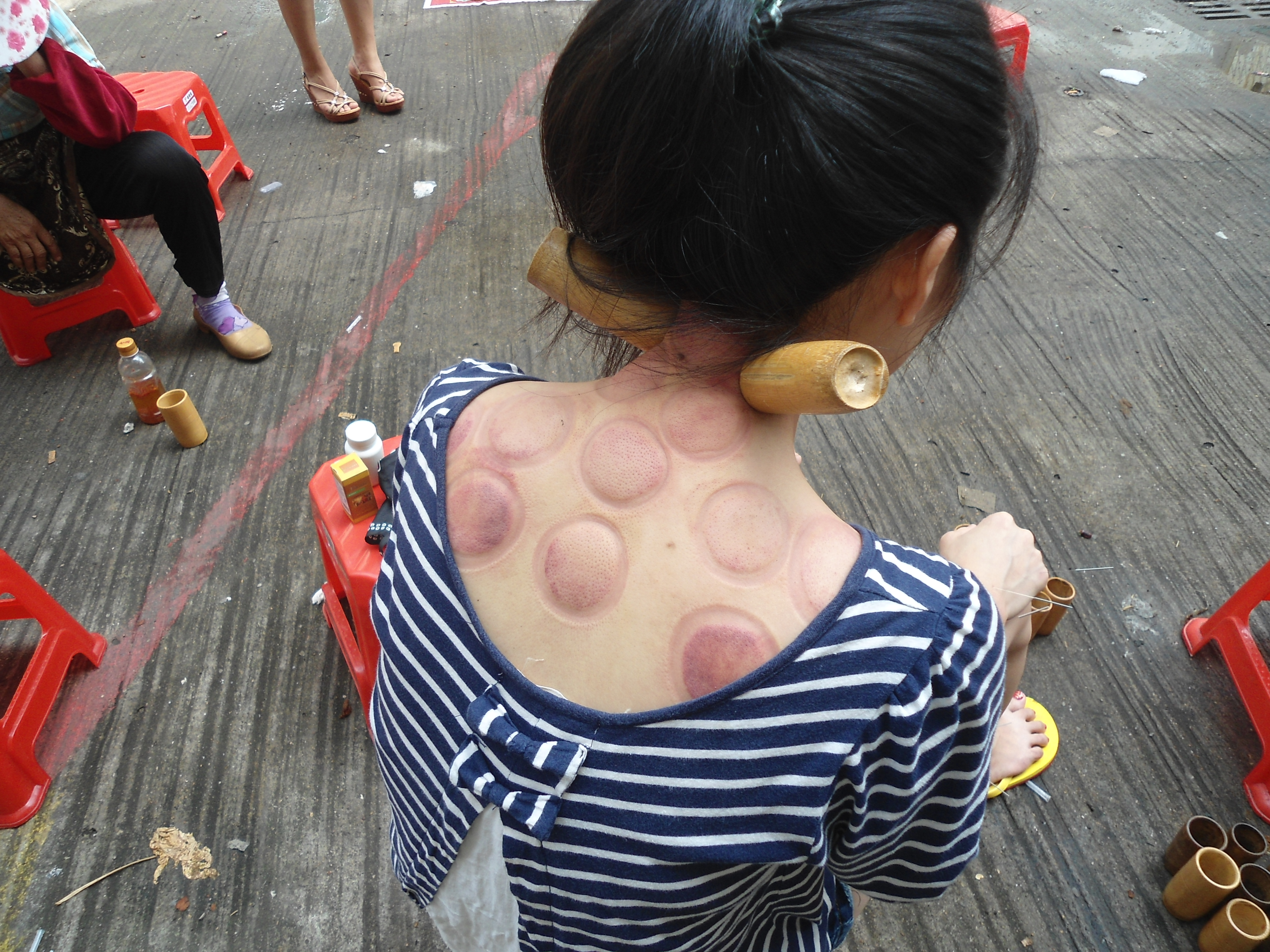
Lưng một cô gái để lại những vết giác hơi tạm thời.

Giác hơi là liệu pháp y học thay thế dùng áp suất trong một dụng cụ giác gọi là ống giác nhằm gây sung huyết tại chỗ để giải độc cơ thể, phòng và trị một số chứng bệnh. Hiện nay giác hơi cũng như đa số liệu pháp và ngành y học thay thế đều được cộng đồng y khoa học và y học lâm sàng xếp vào giả khoa học.

## Liệu pháp

### Dụng cụ giác hơi
Những dụng cụ thường dùng để giác hơi gồm có: ống giác (có thể là ống nứa, ống thủy tinh, lọ nhỏ hoặc cốc nhỏ); nguyên liệu và các vật dụng tạo nhiệt và áp trong ống giác (bông, nước ấm, cồn..). Ngày nay còn phát triển thêm kiểu giác hơi mới là Giác hơi không dùng lửa.

### Kỹ thuật giác hơi
Khi giác hơi, dùng lửa đốt vào lòng ống giác để cháy hết không khí, sau đó úp nhanh vào các bộ phận, huyệt vị trên cơ thể: có thể sử dụng bông tẩm cồn rồi bỏ vào ống giác, trong khi lửa vừa cháy, úp nhanh ống giác vào chỗ giác; hoặc dùng panh kẹp bông tẩm cồn đốt cháy rồi hơ nhanh vào lòng ống giác, rút panh ra và úp ống giác vào chỗ định giác.
Ngoài ra, có thể úp ống vào nước đang sôi; sau đó nhanh tay dùng khăn sạch nhấc lên, thấm khô miệng ống và úp nhanh vào chỗ giác.
Bên cạnh đó, có nhiều kiểu giác hơi như: úp ống giác rồi bỏ ra ngay; úp ống rồi để ống giác nguyên tại chỗ 15 - 20 phút; trước khi úp ống giác, dùng kim châm rồi úp ống giác vào 15-20 phút; úp giác để hút mủ; úp ống giác rồi kéo dài tạo thành vệt; dùng kim châm vào huyệt, sau đó rút kim ra ngay, chụp ống giác vào để hút máu ra... Tùy theo những chứng bệnh cụ thể để lựa chọn phương pháp giác hơi phù hợp.

### Công dụng
Giác hơi là một phương pháp chữa bệnh trong Đông y, nhất là đối với những bệnh nhân không chịu được châm cứu và khó thích ứng thuốc. Giác hơi giúp tiêu sưng, tan ứ, giảm đau, lưu thông khí huyết...
Đầu tiên, giác hơi được dùng để hút mủ ở mụn nhọt. Theo quan điểm của đông y, do dùng nhiệt và sức hút, nên giác hơi thường được dùng để chữa các chứng bệnh do hàn lạnh gây ra như: đau bụng, đau lưng, đau vai, đau gáy, đau cổ, đau xương khớp... Dưới tác dụng của nhiệt và sức hút của chân không tại những vị trí da trên cơ thể úp ống giác có phản ứng xung huyết, nhờ đó có tác dụng chữa một số chứng bệnh.
Ngoài ra, giác hơi còn được dùng để giảm béo. Dưới tác dụng của nhiệt và sức hút của chân không sẽ giúp tăng cường chuyển hóa và phân giải mỡ trong cơ thể.